# Corollospora filiformis
Corollospora filiformis är en svampart som beskrevs av Nakagiri 1988. Corollospora filiformis ingår i släktet Corollospora och familjen Halosphaeriaceae.   Inga underarter finns listade i Catalogue of Life.